# Baeacis albiterebra
Baeacis albiterebra är en stekelart som först beskrevs av Watanabe 1931.  Baeacis albiterebra ingår i släktet Baeacis och familjen bracksteklar. Inga underarter finns listade.